# No, a ja?
No, a ja? – piętnasty album studyjny polskiego piosenkarza Michała Bajora. Wydawnictwo ukazało się 18 listopada 2022 nakładem wytwórni muzycznej  Universal Music Polska.
Album jest utrzymany w stylu muzyki pop. Składa się z wersji standardowej (1 CD) i płyty analogowej (1 LP).
Płyta zadebiutowała na 6. miejscu polskiej listy sprzedaży – OLiS. Wydawnictwo uzyskało status złotej płyty, przekraczając liczbę 15 tysięcy sprzedanych kopii. 

## Lista utworów
Opracowano na podstawie materiału źródłowego.
| No, a ja? – Wersja standardowa | No, a ja? – Wersja standardowa | No, a ja? – Wersja standardowa |
| Nr                             | Tytuł utworu                   | Długość                        |
| ------------------------------ | ------------------------------ | ------------------------------ |
| 1.                             | „No, a ja?”                    | 3:12                           |
| 2.                             | „W moją stronę”                | 2:58                           |
| 3.                             | „Czas i sen”                   | 3:46                           |
| 4.                             | „Trzy drzewka”                 | 2:40                           |
| 5.                             | „Nie pozwalam na tę miłość”    | 2:29                           |
| 6.                             | „Po każdej nocy wstaje dzień”  | 3:38                           |
| 7.                             | „Niewyraźni”                   | 3:13                           |
| 8.                             | „Dla duszy gram”               | 3:11                           |
| 9.                             | „Dotańczę do tej chwili”       | 2:30                           |
| 10.                            | „Panie, który jesteś”          | 4:11                           |
| 11.                            | „Kasa, kasa, kasa”             | 2:53                           |
| 12.                            | „Barwa Twoich słów”            | 3:16                           |
| 13.                            | „Man, Man, Manhattan”          | 3:31                           |
| 14.                            | „Hiszpańczyk”                  | 3:39                           |
| 15.                            | „Atlantyda”                    | 3:12                           |
| 16.                            | „Początek drogi”               | 3:08                           |
|                                |                                | 51:27                          |

## Pozycja na liście sprzedaży

### Pozycja na liście tygodniowej
| Kraj   | Lista (2022)  | Najwyższa pozycja |
| ------ | ------------- | ----------------- |
| Polska | OLiS – albumy | 6                 |

## Certyfikaty
| Kraj          | Certyfikat  | Sprzedaż |
| ------------- | ----------- | -------- |
| Polska (ZPAV) | złota płyta | 15 000+  |